# Anne-Marie Schneider
Anne-Marie Schneider est une artiste française née en 1962 à Chauny dans l'Aisne. Elle vit et travaille à Paris. Elle est principalement connue pour ses dessins mais elle a également fait des peintures, des sculptures et des films.

## Biographie
Dans sa jeunesse, Anne-Marie Schneider joue régulièrement du violon et dessine beaucoup. Elle décide d'étudier les arts plastiques à 18 ans et elle est diplômée des Beaux-arts en 1989. Elle s'est fait connaître notamment grâce à l'exposition Documenta X en 1997 où elle abordait entre autres le thème de l'expulsion par la police des sans-papiers de Saint-Bernard.

## Œuvres
La majorité de ses œuvres est composée de dessins sur papier. Pour l'artiste, ses dessins sont comme une forme d'écriture quotidienne, qui lui permettent de s'exprimer et de décrire un quotidien parfois violent et désespérant. "Mon dessin est une écriture quotidienne. Cela m'évite d'écrire avec des mots !", explique l'artiste. En parallèle, Anne-Marie Schneider dessine des œuvres plus fantastiques où elle mêle corps, objet ou encore animaux. Elle a pratiqué différents types de techniques : la plume, l'aquarelle, le pastel, l'acrylique ou la gouache. Elle a étudié la morphologie aux Beaux-arts d'où elle tient la précision de son trait. Car malgré la simplicité qui peut se dégager de ses œuvres, celles-ci résultent d'une réelle réflexion et de sa vision de la réalité.

## Expositions
- Galerie du Crous, Ecole des Beaux-Arts, Paris, France, 1990
- Documenta X, Ecole des Beaux-Arts, Paris, France,1997
- FRAC Picardie, Amiens, France, 1997
- "Petites familles", Galerie Nelson, Paris, France,2000
- "Dessins", Galerie Tanya, Rumpff, Haarlem, NL, 2001
- Sint-Lukasgalerij, Bruxelles, Belgique, 2002
- "Fragile Incassable", Musée d'Art moderne de la ville de Paris, Paris, France, 2003
- "Anne Marie Schneider", collection FRAC picardie, Lycée Lamarck, Albert, France, 2004
- "Passages", Galerie Xavier Hufkens, Brussels, Belgique, 2004
- "Anne Marie Schneider, dessins, vidéos"", Galerie de l'école supérieure d'art, Lorient, France, 2004
- Être un autre", Tracy Williams Ltd, New York, USA, 2006
- Anne Marie Schneider, collection FRAC picardie, Amiens, France, 2007
- Galerie Nelson-Freeman, Paris, France, 2007
- Galerie Tanya, Rumpff, Haarlem, NL, 2008
- "Anne Marie Schneider : Œuvres graphiques" 1999-2007, Musée d'Art moderne de la ville de Paris, Paris, France, 2008
- "Jambes longues", Museum Het Domein, Sittard, NL, 2009
- Galerie Konrad Fisher, Berlin, Allemagne, 2009
- "La main numérique", MABA, Nogent-sur-Marne, 2010
- The Digital Hand National Taiwan Museum of Fine Arts, Taiwan, Chine, 2010[2]